# Metastrangalis chekianga
Metastrangalis chekianga är en skalbaggsart som först beskrevs av J. Linsley Gressitt 1939.  Metastrangalis chekianga ingår i släktet Metastrangalis och familjen långhorningar.
Artens utbredningsområde är Taiwan. Inga underarter finns listade i Catalogue of Life.